# La maschera di Apollo
La maschera di Apollo è un romanzo storico scritto da Mary Renault, pubblicato nel 1966. È ambientato nell'antica Grecia subito dopo la guerra del Peloponneso. La storia si occupa del mondo greco raccontando di intrighi politici e le attività teatrali nel Mediterraneo del tempo. Il narratore, Nikeratos, è un personaggio di fantasia, ma vi appaiono personaggi storici come Dione di Siracusa e Platone.

## Trama
Nikeratos è un attore di successo, e l'autrice descrive in maniera particolareggiata le tecnologie e la tradizione della tragedia greca. Ci sono riproduzioni dettagliate di quella che potrebbe essere stata la messa in scena di una produzione teatrale del tempo, descrivendo la musica, il paesaggio, le macchine di scena e gli effetti speciali, e soprattutto le caratteristiche dei tre principali attori che condividono i vari ruoli in una rappresentazione, insieme ad autentici pettegolezzi sul gruppo di persone coinvolte.
Nikeratos fa amicizia con Dione, un politico moderato e filosofo, che gli affida il trasporto di documenti sensibili tra Atene e la potente ma instabile città-stato di Siracusa. Dione sta cercando di portare stabilità e democrazia nel governo di transizione cercando di indottrinare il capriccioso giovane tiranno della città, Dionigi il Giovane, indirizzandolo verso forme più tolleranti di governo. Tali lezioni fanno esplodere il desiderio di Dionigi, ed egli invita Platone a Siracusa. Platone e Dione cercano di ristrutturare il governo sulla falsariga della repubblica ideale di Platone, con Dionigi come l'archetipo di re-filosofo, con risultati terribili. Alla fine del libro, Nikeratos incontra il giovane Alessandro Magno e il suo amante Efestione, e si lamenta del fatto che Platone non aveva istruito Alessandro, che avrebbe potuto perseguire i suoi ideali sociali con maggiore successo.

## Edizioni italiane
- La maschera di Apollo, traduzione di Luisa Nera, Collana Scrittori di tutto il mondo, Milano, Corbaccio, 5 novembre 1993,  p. 448, ISBN 978-88-797-2047-2. - Collana Teadue, Milano, TEA, 1998, ISBN 978-88-781-9887-6, pp. 448.
- La maschera di Apollo, traduzione di Luisa Nera, Collana Le monete, Roma, Castelvecchi, 2014,  p. 448, ISBN 978-88-682-6132-0. - Collana Oscar Moderni, Milano, Mondadori, 2023, ISBN 978-88-047-6278-2.